# Moraea setifolia
Moraea setifolia är en irisväxtart som först beskrevs av Carl von Linné d.y., och fick sitt nu gällande namn av George Claridge Druce. Moraea setifolia ingår i släktet Moraea och familjen irisväxter. Inga underarter finns listade i Catalogue of Life.

## Bildgalleri

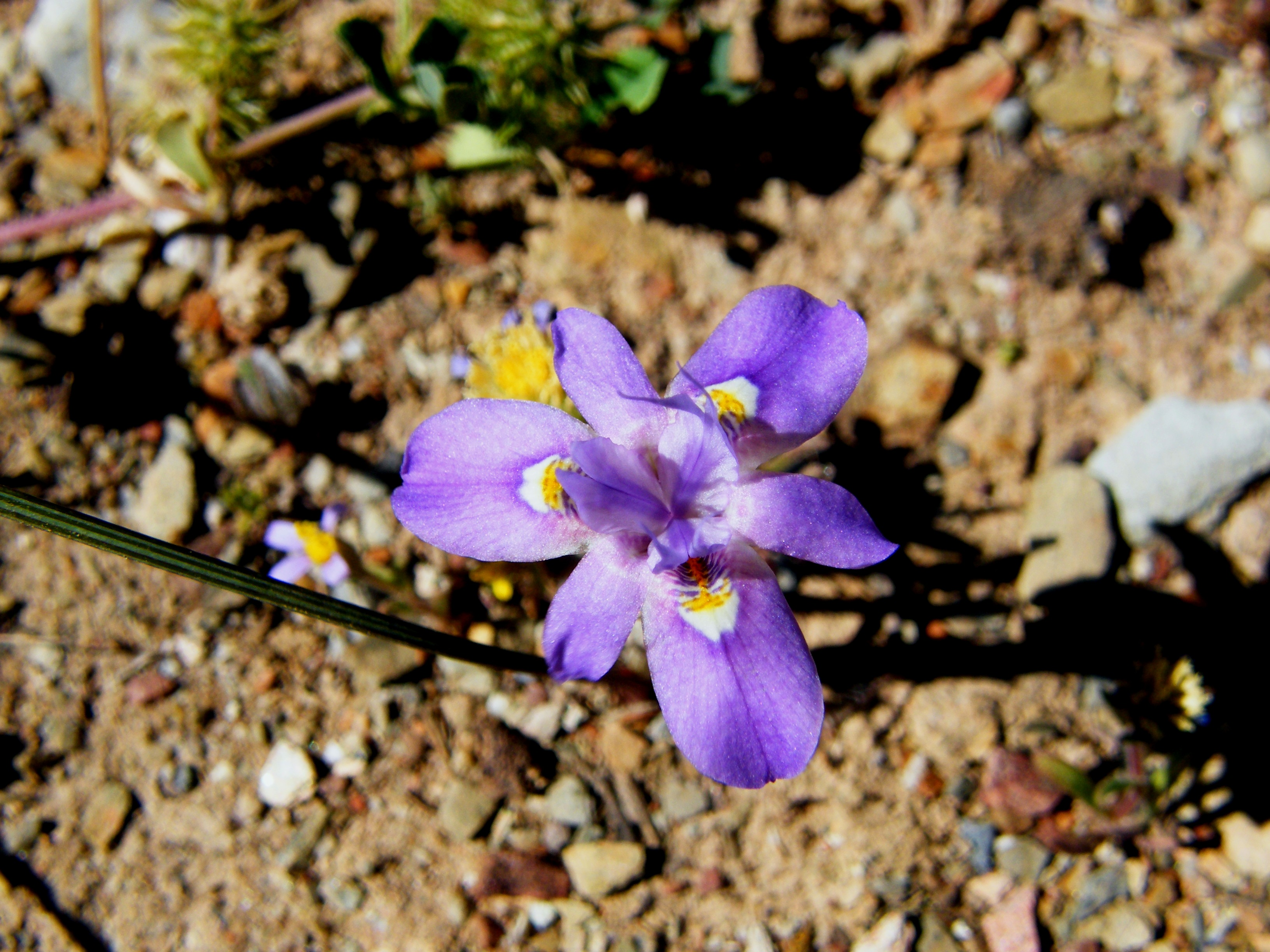
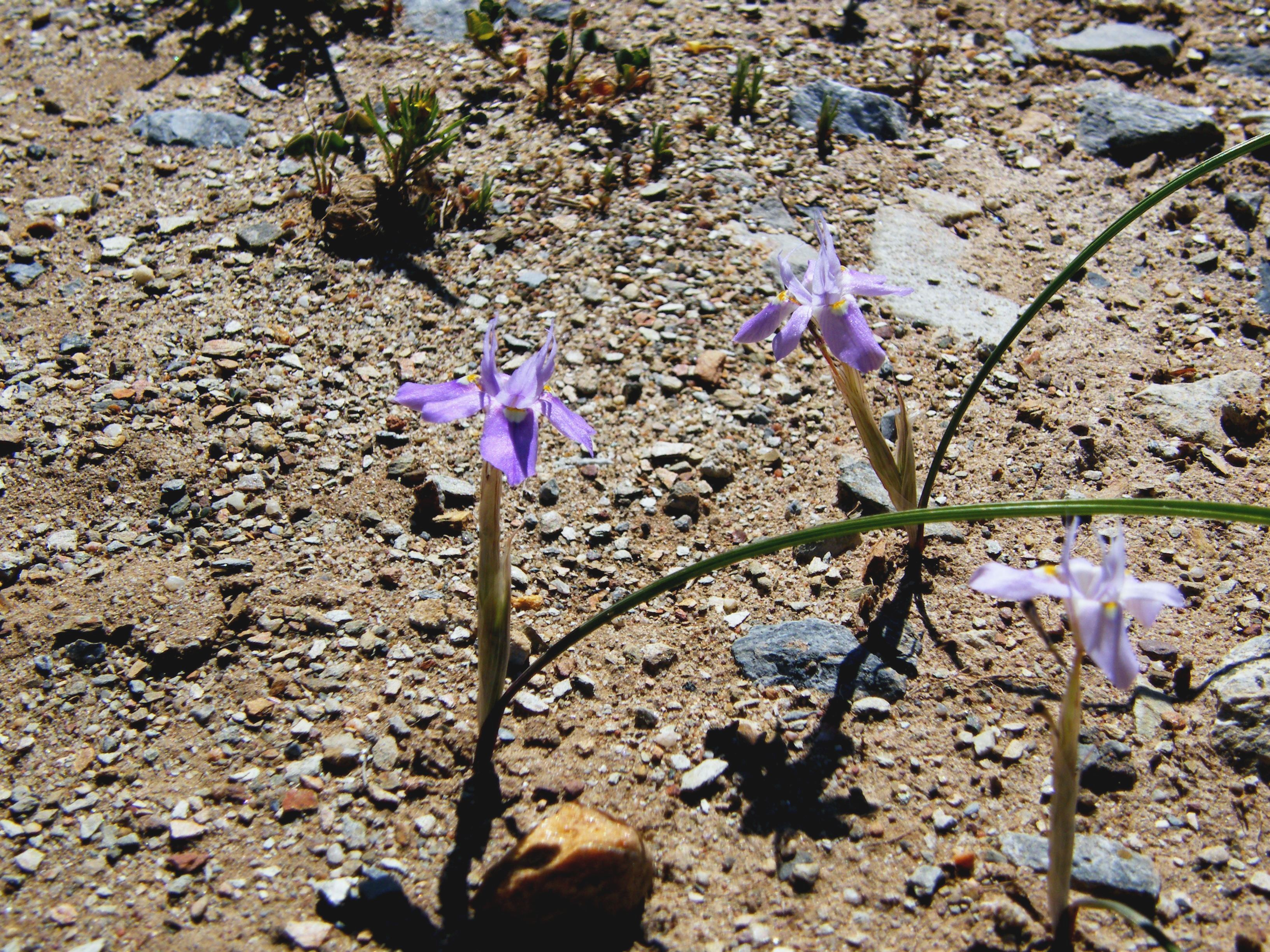
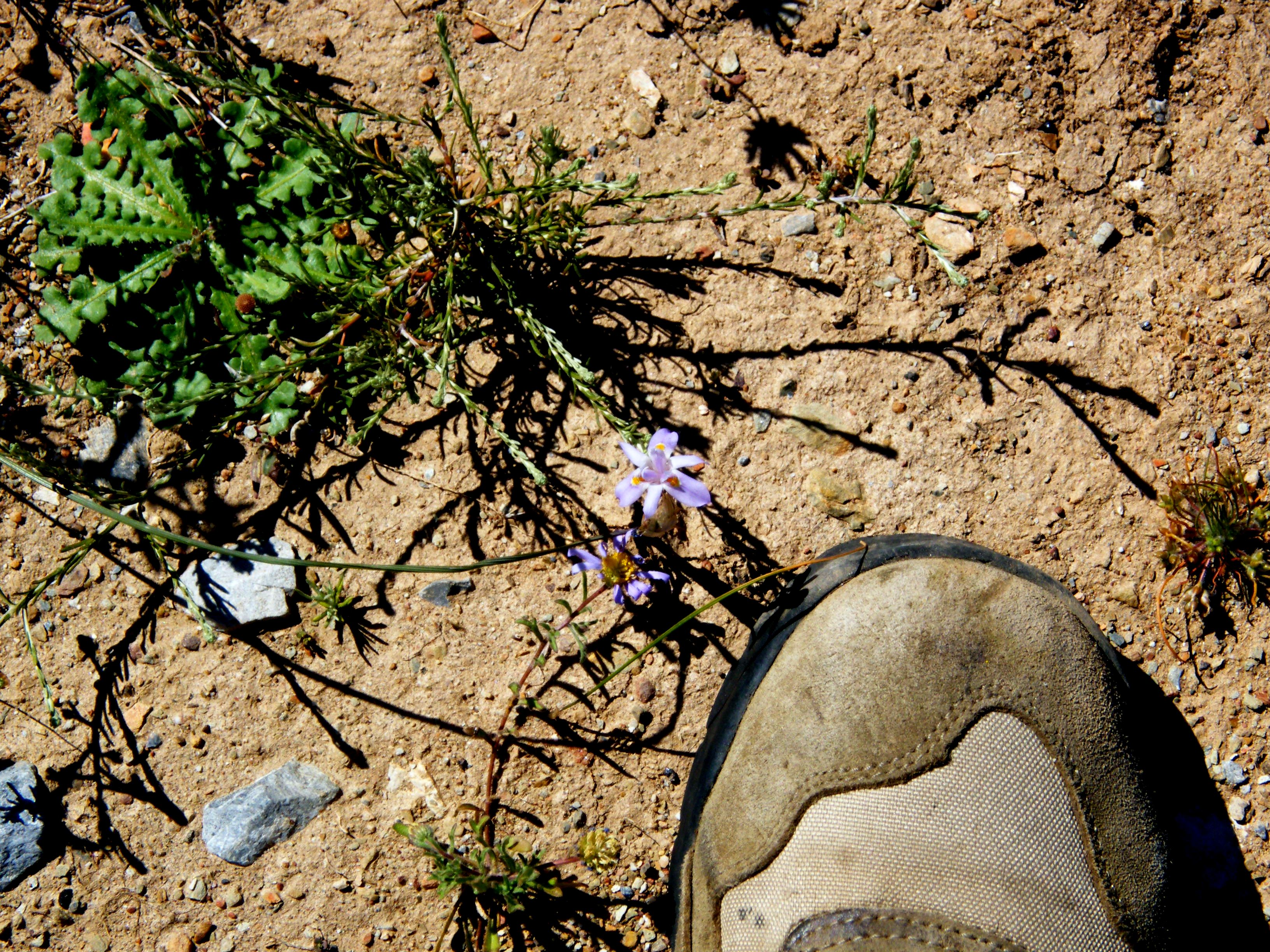